# Scinax longilineus
Scinax longilineus är en groddjursart som först beskrevs av Lutz 1968.  Scinax longilineus ingår i släktet Scinax och familjen lövgrodor. IUCN kategoriserar arten globalt som livskraftig. Inga underarter finns listade i Catalogue of Life.